# Биргюл Огуз
Биргюл Огуз (на турски: Birgül Oğuz) е турска писателка на произведения в жанра драма.

## Биография и творчество
Биргюл Огуз е родена през 1981 г. в Истанбул, Турция. Завършва Истанбулския университет Билги с бакалавърска степен по сравнителна литература и с магистърска степен в областта на културологията.
През 2006 г. получава стипендията „Хейзъл Хеган“ за специализация по програмата „Модернизъм-постмодернизъм“ в Единбургския университет.
Първата ѝ книга „Fasulyenin Bildiği“ е издадена през 2007 г. и е удостоена с годишната литературна награда за млади автори „Яшар Наби Наяр“.
Вторият ѝ роман „Аха“ е издаден през 2012 г. Той става бестселър и през 2014 г. получава годишната награда на Европейския съюз за литература.
Биргюл Огуз изнася лекции по анализ на текст и европейски роман в катедрата по литература на Академия „Назъм Хикмет“ в Истанбул. Тя е и главен редактор на Асоциацията за оценка и акредитация на инженерни програми от 2009 г.
Публикува разкази, есета и преводи в турските списания и вестници като „Varlık“, „Notos Öykü“, „Roman Kahramanları“, „Remzi Kitap“, „Radikal Kitap“, „Parşömen“, „Birikim“ и „Felsefe Logos“.
Биргюл Огуз живее в Истанбул.

## Произведения

### Самостоятелни романи
- Fasulyenin Bildiği (2007) – награда за млад автор „Яшар Наби Наяр“
- Hah (2012) – награда на Европейския съюз за литература
Аха, изд.: ИК „Персей“, София (2017), прев. Хубавинка Филипова

### Пиеси
- Waiting (2009)

### Екранизации
- 2019 Kopuşlar – сценарий